# Sangiran
Sangiran és un lloc amb una excavació arqueològica que es troba a l'illa de  Java, Indonèsia
D'acord amb un informe de la UNESCO de l'any 1995 "Sangiran és reconegut pels científics per ser un dels llocs més importants del món per a l'estudi de fossils d'home i s'ha situat al costat de Zhoukoudian (xinesa), Willandra Lakes (Austràlia), la Gola d'Olduvai (Tanzània), i Sterkfontein (Sud-àfrica) en importància, i és més fructífera en troballes que qualsevol d'aquests.
L'àrea comprèn aproximadament 56 quilòmetres (7 km x 8 km). Està situat a Java central, a uns 15 quilòmetres al nord del riu Solo. Administrativament, l'àrea Sangiran es divideix entre 2 regències: Sragen  (subdistricte de Gemolong, Kalijambe, i Plupuh) i Karanganyar (subdistricte de Gondangrejo). Una característica important del lloc és la geologia de la zona. Originalment una cúpula va ser creada fa milions d'anys a través d'un aixecament. A continuació, la cúpula fou erosionada, exposant llits dins la cúpula que són rics en registres arqueològics.
Una campanya d'excavacions duta a terme entre 1936 i 1941 va conduir al descobriment d'un primer fòssil d'homínid en aquest jaciment. En excavacions posteriors es van exhumar cinquanta fòssils de Meganthropus palaeo i Pithecanthropus erectus/Homo erectus, és a dir, la meitat dels fòssils d'homínids trobats fins avui al món. Habitat des de fa un milió i mig d'anys, el lloc de Sangiran és d'una importància fonamental per comprendre L'evolució de l'ésser humà.

## Història
- 1883: El paleoantropòleg neerlandès Eugène Dubois va dur a terme el treball de camp preliminar al jaciment de Sangiran. No obstant això Dubois no va trobar gaire fòssils d'interès, pel que va canviar la seva atenció a Trinil a Java Oriental on va trobar descobriments significatius.
- 1934: L'antropòleg Ralph von Koenigswald va començar a examinar l'àrea. Durant les excavacions en els primers anys va trobar fòssils d'alguns dels primers avantpassats humans conegudes, Pithecanthropos (L'"Home de Java", ara reclassificat com a part de l'espècie Homo erectus). S'han trobat des de llavors al voltant de 60 fòssils humans més, entre ells l'enigmàtic "Meganthropus". El fòssil conegut com a Sangiran 2, també va ser descobert per von Koenigswald en el jaciment. A més, hi ha un nombre considerable de restes dels animals que caçaven aquests humans primitius, i d'altres que simplement compartien el hàbitat.

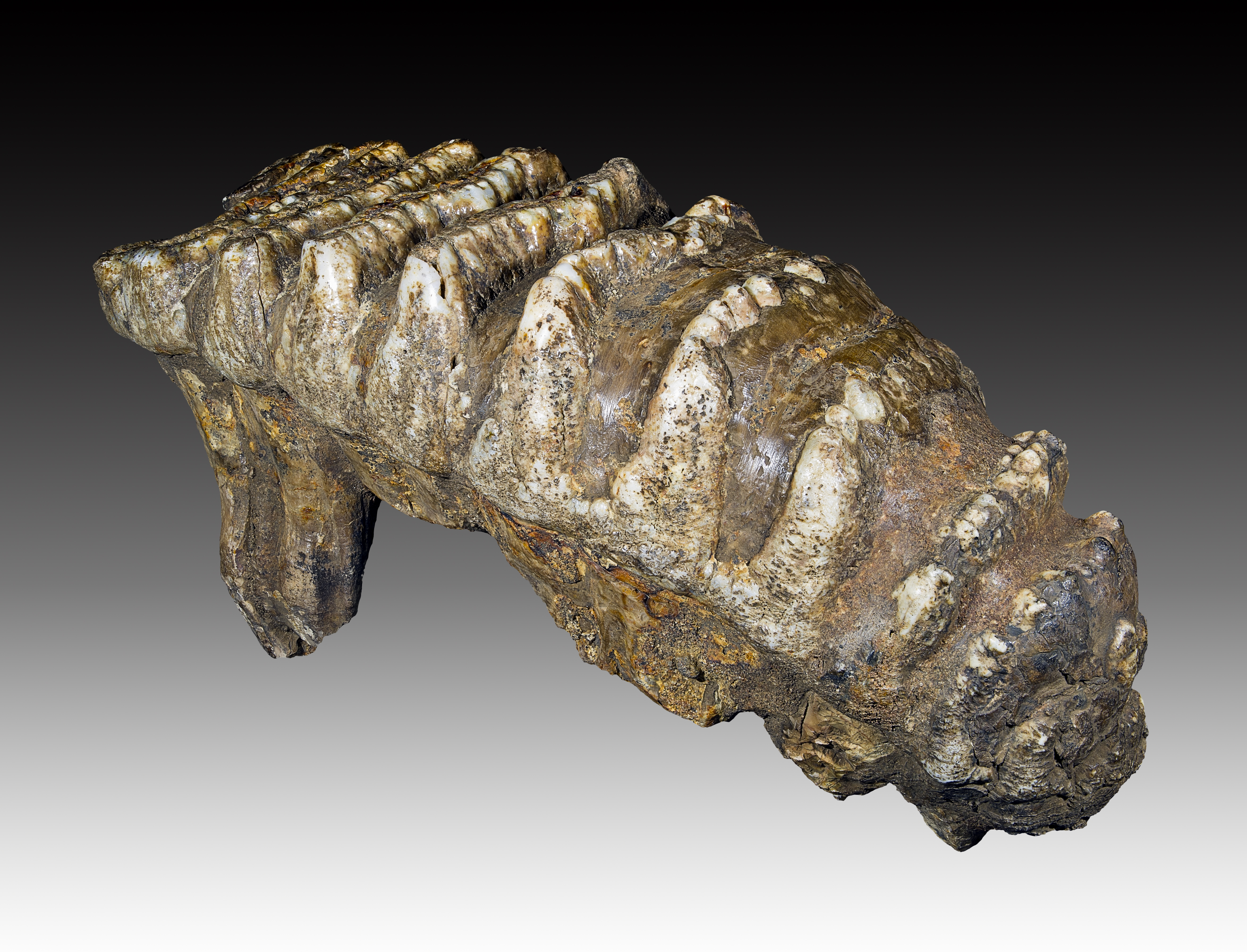
Stegodon trigonocephalus - Molar

- 1977: El Govern d'Indonèsia va designar una àrea de 56 km² al voltant de Sangiran com un Daerah Cagar Budaya (Àrea Cultural Protegida)[5]
- 1988: Un museu de conservació local modest i un laboratori es van establir a Sangiran.
- 1996: UNESCO registra Sangiran com Patrimoni de la Humanitat a la seva  Llista del Patrimoni Mundial [6]
- 2011: L'actual museu i centre de visitants va ser inaugurat pel ministre d'Educació i Cultura el 15 de desembre.
- 2012: El President Susilo Bambang Yudhoyono va visitar el museu al febrer acompanyat per 11 ministres del gabinet.

Amb el temps, seguint el treball inicial de Dubois i von Koenigswald a Sangiran, altres estudiosos incloent arqueòlegs indonesis han dut a terme treballs en el lloc. Els estudiosos d'Indonèsia inclouen Teuku Jacob, Etty Indriati, Sartono, Fachroel Aziz, Harry Widianto, Yahdi Zaim, i Johan Arif.

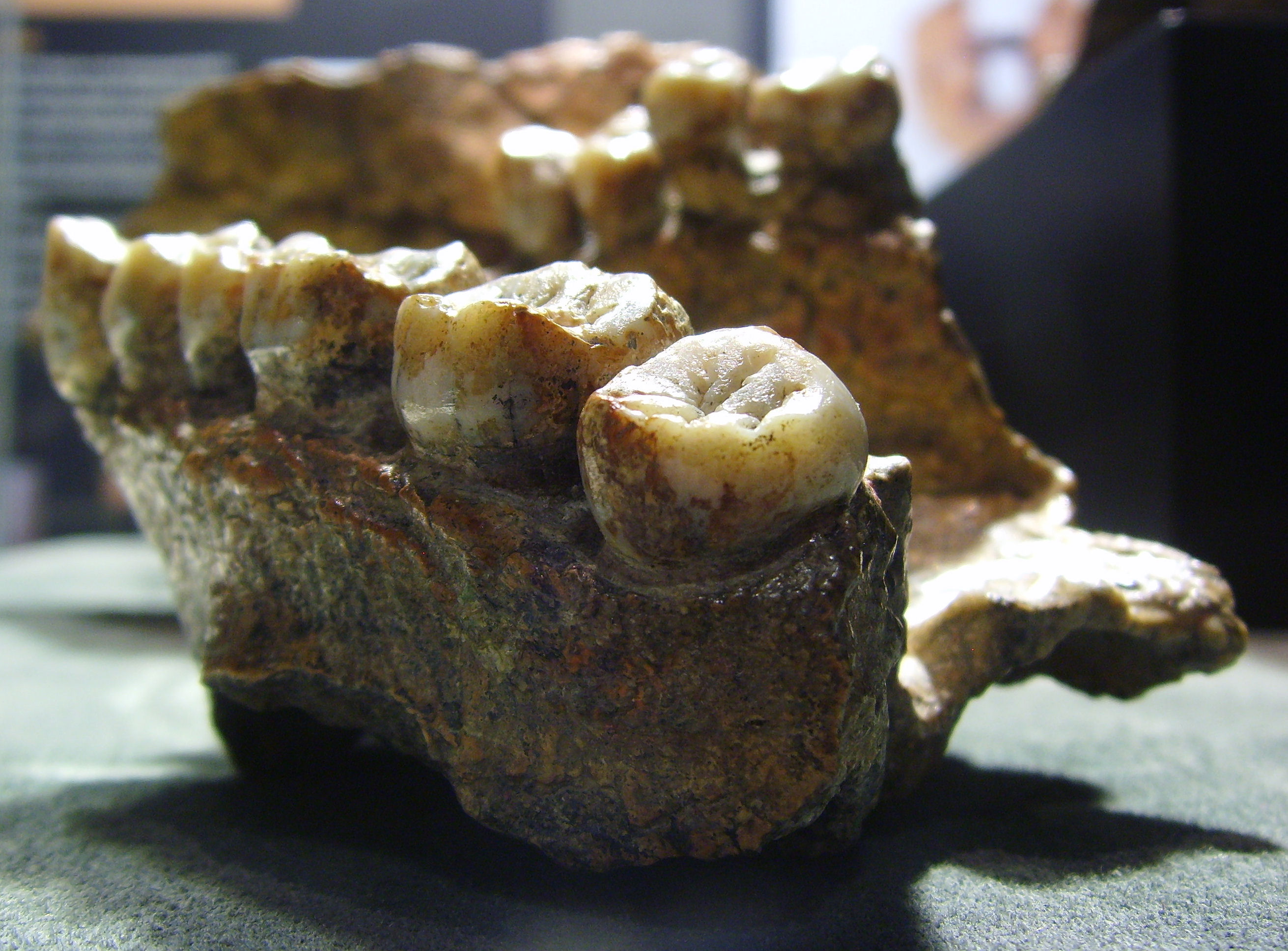
Sangiran IV

## El museu Sangiran
Un museu modest existia a Sangiran durant diverses dècades abans de la construcció d'un de més modern, que funciona com museu i centre de visitants i que es va obrir al desembre de 2011. El nou edifici, conté tres sales principals amb àmplies pantalles i diorames impressionants de la zona com es creu que Sangiran era fa al voltant d'1 milió d'anys. Diversos centres més estan en construcció, així de manera que per al 2015 s'espera que hi haurà quatre centres en diferents llocs dins del jaciment de Sangiran. Els quatre centres planificats són:
- Krikilan: el lloc existent amb el principal centre de visitants i el museu.
- Ngebung: per contenir una història del descobriment del lloc Sangiran.
- Bukuran: proporcionar informació sobre el descobriment de fòssils humans prehistòrics a Sangiran.
- Yu: presentar informació sobre les últimes investigacions.

L'actual museu i centre de visitants té tres sales principals. La primera sala conté una sèrie de diorames que proporcionen informació sobre els primers éssers humans i animals que existien en el lloc Sangiran fa aproximadament 1 milió d'anys. La segona sala, que és més extensa, presenta gran quantitat de material detallat sobre l'àmplia varietat de fòssils trobats a Sangiran i sobre la història de l'exploració en el lloc. La tercera sala, en una presentació impressionant separada, conté un gran diorama que ofereix una vista panoràmica de la zona general de Sangiran, amb volcans com Mont Lawu en el fons i els éssers humans i els animals en primer pla, com es creu que havia estat fa aproximadament 1 milió d'anys. Diverses de les presentacions en aquest tercera sala són obra de l'internacionalment coneguda escultora paleontològica Elisabeth Daynes.